# Temash River
Temash River är ett periodiskt vattendrag i Belize.   Det ligger i distriktet Toledo, i den södra delen av landet, 140 km söder om huvudstaden Belmopan.